# Чернокурьинский сельсовет (Новосибирская область)
Чернокурьинский сельсовет — сельское поселение в Карасукском районе Новосибирской области Российской Федерации.
Административный центр — село Чернокурья.

## История
Статус и границы сельского поселения установлены Законом Новосибирской области от 2 июня 2004 года № 200-ОЗ «О статусе и границах муниципальных образований Новосибирской области»

## Население
| 2002  | 2010  | 2012  | 2013  | 2014  | 2015  | 2016  |
| ----- | ----- | ----- | ----- | ----- | ----- | ----- |
| 2347  | ↘1918 | ↘1876 | ↗1881 | ↘1865 | ↘1821 | ↘1787 |
| 2017  | 2018  | 2019  | 2020  | 2021  |       |       |
| ↘1753 | ↘1746 | ↘1743 | ↘1702 | ↘1648 |       |       |

## Состав сельского поселения
| № | Населённый пункт | Тип населённого пункта       | Население |
| - | ---------------- | ---------------------------- | --------- |
| 1 | Кучугур          | посёлок                      | ↘255      |
| 2 | Морозовка        | село                         | ↘693      |
| 3 | Нижнебаяновский  | аул                          | ↘165      |
| 4 | Новая Курья      | деревня                      | ↘162      |
| 5 | Чернокурья       | село, административный центр | ↘643      |

### Упразднённые населённые пункты
- Глубокое — упразднённый в 1972 году посёлок.
- Саламат — упразднённый в 1972 году аул.
- Чегола — упразднённый в 1972 году посёлок.